# 莫羅濟夫卡 (赫梅利尼克區)
49°42′51″N 28°5′48″E / 49.71417°N 28.09667°E
莫羅濟夫卡（烏克蘭語：Морозівка），是烏克蘭的村落，位於該國西南部文尼察州，由赫梅利尼克區負責管轄，始建於1650年，面積1.7平方公里，海拔高度266米，2001年人口555，人口密度每平方公里326.47人。